# توماس بيرش (رسام)
توماس بيرش (بالإنجليزية: Thomas Birch)‏ هو رسام أمريكي، ولد في 1779 في لندن في المملكة المتحدة، وتوفي في 3 يناير 1851 في فيلادلفيا في الولايات المتحدة.